# Valériane va en ville
 (octobre 2021).
Si vous disposez d'ouvrages ou d'articles de référence ou si vous connaissez des sites web de qualité traitant du thème abordé ici, merci de compléter l'article en donnant les références utiles à sa vérifiabilité et en les liant à la section « Notes et références ».
Valériane va en ville est un court métrage français réalisé par Alban Mench en 2006. En 2007, il a obtenu le Prix du scénario au festival "Ose ce court" de Bishheim (Bas-Rhin) et le prix d'interprétation pour Ophélia Kolb au festival international Grandoff de Varsovie. Il a été également présenté en sélection officielle au Festival du film de Cabourg et au Festival Cinéma d'Alès Itinérances.

## Synopsis
Une jeune femme internée en hôpital psychiatrique utilise ses permissions de sortie pour trouver l'amour.

## Fiche technique
- Titre : Valériane va en ville
- Scénario et réalisation : Alban Mench
- Directeur de la photographie : Benoit Feller
- Durée : 20 minutes

## Distribution
- Ophélia Kolb : Valériane
- Alexandre Jazédé : Jason
- Catherine Birau : Anna
- Vincent Deniard : Bernie
- David Capelle : Harvey